# Thomas Mauch

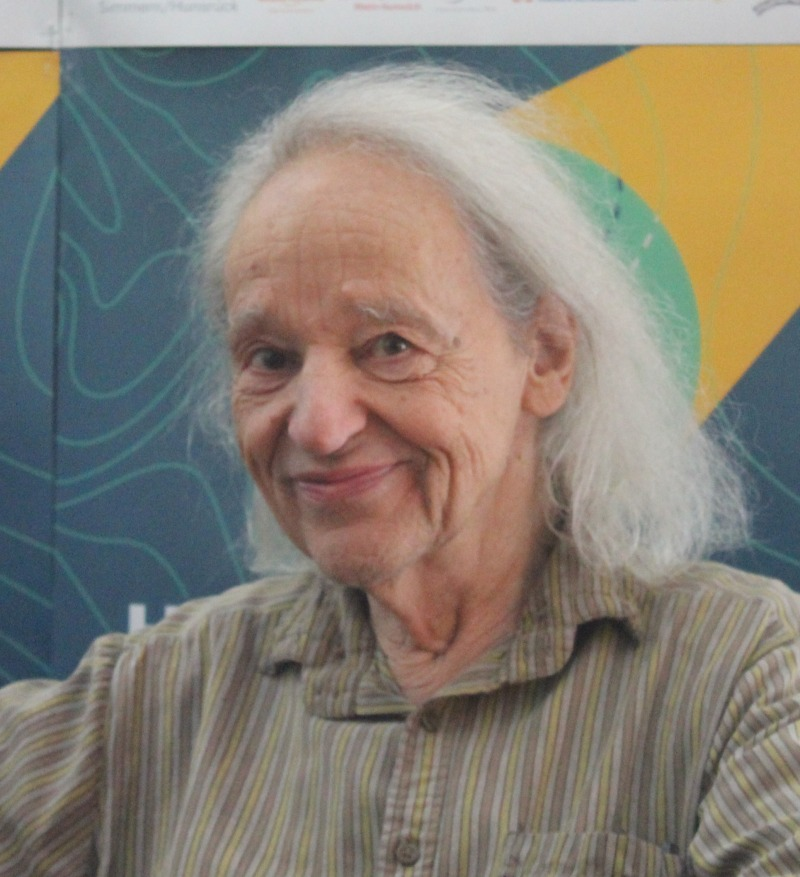
Thomas Mauch im September 2022 bei den HEIMAT EUROPA Filmfestspielen in Simmern (Hunsrück)

Thomas Mauch (* 4. April 1937 in Heidenheim an der Brenz) ist ein deutscher Kameramann, Drehbuchautor, Filmregisseur und Produzent.

## Leben
Thomas Mauch, Sohn des Fabrikdirektors Wilhelm Mauch und seiner Ehefrau Erika Mauch, geborene Plappert, besuchte die Waldorfschule und ließ sich ab 1954 als Fotograf ausbilden. Seit 1957 arbeitete er in München als Volontär bei der Gesellschaft für Bildende Filme, die besonders auf Industrie- und Dokumentarfilme spezialisiert war.
In München lernte er den Regisseur Edgar Reitz kennen, als dessen Assistent er von 1959 bis 1963 Dokumentarfilme drehte. 1963 wurde er freischaffender Kameramann und Dozent am Institut für Filmgestaltung an der Hochschule für Gestaltung Ulm. Bei dem frühen Klassiker des Neuen Deutschen Films Abschied von gestern war er zweiter Kameramann neben Reitz. Ab 1967 arbeitete er vor allem mit Werner Herzog.
Neben seiner Kamera- und Dozentenarbeit war Mauch auch als Drehbuchautor und Regisseur tätig, meist für die Serie Das kleine Fernsehspiel des ZDF. 1987 inszenierte er mit Adrian und die Römer als Co-Regisseur neben Klaus Bueb seinen ersten Kinofilm.
Mauch erhielt für seine Kameraarbeit dreimal den Bundesfilmpreis: 1973 für Aguirre, der Zorn Gottes von Werner Herzog, 1979 für Neapolitanische Geschwister von Werner Schroeter und 1989 für Wallers letzter Gang von Christian Wagner. 2003 gehörte er zu den Gründungsmitgliedern der Deutschen Filmakademie. Für sein Lebenswerk bekam er den Marburger Kamerapreis 2019. Zwar war Mauch ebenso in dem Werner-Herzog-Film Cobra Verde von 1987 involviert, verließ jedoch wegen eines anhaltenden Konflikts mit Schauspieler Klaus Kinski, der für seine Wutausbrüche berühmt war, während der Dreharbeiten das Projekt, weshalb ihn Regisseur Werner Herzog durch den tschechischen Kameramann Viktor Růžička ersetzen musste.
Aus seiner Beziehung mit der Regisseurin Helma Sanders-Brahms stammt eine Tochter, die Juristin Anne Sanders. Aus der Liaison mit Pia Frankenberg hat Mauch einen Sohn. Später wurde die Produzentin Gabriele Röthemeyer seine Lebenspartnerin.
Thomas Mauch lebt in Berlin-Kreuzberg.

## Filmografie
- 1964: Der Wald von Overloon (Kurzfilm; Regie, Drehbuch, Kamera, Co-Produktion)
- 1965: VariaVision. Unendliche Fahrt – aber begrenzt (Kamera)
- 1965: General Yeh (Kurzfilm; Regie, Drehbuch, Kamera, Produktion)
- 1965: (Formosa) (TV-Magazin Weltspiegel; Regie, Drehbuch, Kamera, Produktion)
- 1965: Haben Sie Abitur? (Dokumentarfilm; Kamera)
- 1966: Die Wahl. Der Wahlkampf in Neu-Ulm 1965 (Dokumentarfilm; Kamera)
- 1966: Abschied von gestern (2. Kamera)
- 1966: Mahlzeiten (Kamera)
- 1966: Wir waren vorbereitet, für Donnerstag morgens um sechs in den Streik zu treten (Dokumentarfilm; Kamera)
- 1967: Die Kinder (Kurzfilm; Kamera)
- 1967: Fußnoten (2. Kamera)
- 1967: Zum Beispiel Bresson (Kurzfilm; Kamera)
- 1967: Die Artisten in der Zirkuskuppel: ratlos (2. Kamera)
- 1967–69: Die unbezähmbare Leni Peickert (2. Kamera)
- 1968: Lebenszeichen (Kamera)
- 1968: Neun Leben hat die Katze (2. Kamera, Co-Produktion)
- 1969: Die fliegenden Ärzte von Ostafrika (Dokumentarfilm; Kamera)
- 1970: Auch Zwerge haben klein angefangen (Kamera)
- 1970: Der große Verhau
- 1969–71: Willi Tobler und der Untergang der 6. Flotte (Kamera)
- 1970: Eine antiautoritäre Frau? (TV; Regie, Buch, Kamera, Produktion)
- 1972: Aguirre, der Zorn Gottes
- 1973: Gelegenheitsarbeit einer Sklavin (Kamera)
- 1973: Die Sache mit dem Gärtner (Regie, Drehbuch, Produktion)
- 1974: Feinde fürs Leben (TV; Drehbuch, Regie, Produktion)
- 1974: Unter dem Pflaster ist der Strand (Kamera)
- 1974: Glück hat Flügel (TV; Drehbuch, Regie, Produktion)
- 1975: Popp und Mingel (TV; Kamera)
- 1975: Die Verwandlung (TV; Kamera)
- 1975: Shirins Hochzeit (TV; Kamera)
- 1975: Der starke Ferdinand (Kamera)
- 1976: Erikas Leidenschaften (TV; Kamera, Produktion)
- 1977: Heinrich (Kamera)
- 1977: Stroszek (Kamera)
- 1978: Neapolitanische Geschichten / Neapolitanische Geschwister
- 1979: Die Patriotin (Kamera)
- 1980: Palermo oder Wolfsburg
- 1980: Der Kandidat (Dokumentarfilm)
- 1981: Die Berührte (Kamera)
- 1981: Desperado City (Kamera)
- 1982: Fitzcarraldo (Kamera)
- 1983: Kiez
- 1983: Die Macht der Gefühle
- 1984: Die Hermannsschlacht (TV; Kamera)
- 1985: Der Angriff der Gegenwart auf die übrige Zeit
- 1986: Ein Treffen mit Rimbaud (Kamera)
- 1986: Das weite Land (Kamera)
- 1987: War Zone – Todeszone
- 1987: Adrian und die Römer (Co-Regie, Kamera)
- 1988: Wallers letzter Gang (Kamera)
- 1988: Maria von den Sternen (Regie, Drehbuch, Kamera, Produktion)
- 1989: Neues vom Tage – Die plebejische Nachricht (TV; Kamera)
- 1989: Zug (Kurzfilm; Regie, Drehbuch, Kamera, Produktion)
- 1989: Im Grunde meines Herzens bin ich Elektriker (TV; Kamera, Produktion)
- 1989: Butterbrot (Kamera)
- 1987–89: Es ist nicht leicht, ein Gott zu sein (Zusatzaufnahmen)
- 1990: Das schnellste Pferd der Welt (TV; Kamera)
- 1990: Mord Ost – Mord West (Murder East Murder West; TV)
- 1991: Unsichtbare Tage oder Die Legende von den weißen Krokodilen (Kamera)
- 1991: Wunderjahre (TV-Dreiteiler; Kamera)
- 1991: Mocca für den Tiger (TV; Kamera, Produktion)
- 1992: Des Lebens schönste Seiten (TV; Kamera, Produktion)
- 1993: Die Denunziantin
- 1994: Auf Wiedersehen Amerika
- 1995: Transatlantis
- 2000: Die Schule der verlorenen Mädchen (Saint-Cyr)
- 2004: Heimat 3
- 2011: Hopfensommer
- 2014: Frollein Frappé (Kurzfilm; Kamera)

## Auszeichnungen
- 1973: Filmband in Gold (Kamera) für Aguirre, der Zorn Gottes
- 1976: Filmfestival Mannheim: Goldener Dukat für Strafprotokoll aller und jeder...
- 1979: Filmband in Gold (Kamera) für Neapolitanische Geschwister
- 1980: Internationale Filmfestspiele Berlin:  Goldener Bär für Palermo oder Wolfsburg
- 1989: Filmband in Gold (Kamera) für Wallers letzter Gang
- 1991: Hessischer Filmpreis: Kamerapreis für Unsichtbare Tage oder Die Legende von den weißen Krokodilen
- 2019: Marburger Kamerapreis für sein Lebenswerk